# مايكل ميفسود
مايكل ميفسود (بالإنجليزية: Michael Mifsud)‏ (مواليد 17 أبريل 1981) هو لاعب كرة قدم مالطي. يلعب حاليا لصالح نادي فاليتا ومنتخب مالطا لكرة القدم. يجيد اللعب في خط الهجوم.
ميفسود هو الهداف التاريخي لمنتخبه الوطني بتسجيله 37 هدف في 96 مباراة دولية.

## وصلات خارجية
- مايكل ميفسود على موقع الاتحاد الدولي (مؤرشف)  (الإنجليزية)
- مايكل ميفسود على موقع الاتحاد الأوربي (الإنجليزية)
- مايكل ميفسود على موقع قاعدة بيانات كرة القدم.إي يو (الإنجليزية)
- مايكل ميفسود على موقع بيانات كرة القدم. دي إي (الألمانية)
- مايكل ميفسود على موقع ناشيونال فوتبول تيمز (الإنجليزية)
- مايكل ميفسود على موقع Soccerbase.com (لاعب) (الإنجليزية)
- مايكل ميفسود على موقع Soccerway.com (الإنجليزية)
- مايكل ميفسود على موقع عالم كرة القدم.نت (الإنجليزية)
- مايكل ميفسود على موقع كووورة